# پارک ملی حوضه آبریز بزرگ
پارک ملی گریت بیسن (به انگلیسی: Great Basin National Park) یک پارک ملی در نوادا در آمریکا است.
مساحت این پارک ۳۱۲ کیلومتر مربع است.